# موسلوک‌مگانتیک (مین)
موسلوک‌مگانتیک (به انگلیسی: Mooselookmeguntic) یک منطقهٔ مسکونی در ایالات متحده آمریکا است که در شهرستان فرانکلین، مین واقع شده‌است. موسلوک‌مگانتیک ۴۵۱٫۱۱ متر بالاتر از سطح دریا واقع شده‌است.